# Brest Challenger 1993
Il Brest Challenger 1993 è stato un torneo di tennis facente parte della categoria ATP Challenger Series nell'ambito dell'ATP Challenger Series 1993. Il torneo si è giocato a Brest in Francia dal 25 al 31 ottobre 1993 su campi in cemento indoor.

## Vincitori

### Singolare
Jonathan Stark ha battuto in finale  Guillaume Raoux con il punteggio di 7–6, 6–3.

### Doppio
Ellis Ferreira /  Grant Stafford hanno battuto in finale  Mike Briggs /  Trevor Kronemann con il punteggio di 2–6, 7–5, 7–5.